# Catedral de São Vladimir (Quersoneso)
A Catedral de São Vladimir (em russo:  Владимирский собор, em ucraniano:  Володимирський собор) é uma catedral ortodoxa russa neobizantina no local de Chersonesos Taurica, nos arredores de Sebastopol, na Península da Crimeia. Construída segundo projeto de David Grimm num local que é considerado um daqueles onde o grão-duque Vladimir foi batizado em 987. Consagrada em 1891, restaurada de um estado dilapidado na década de 1990 - início de 2000. É a terceira catedral da eparquia de Simferopol e Crimeia da Igreja Ortodoxa Russa.